# 卫达尔玛诺木欢
卫达尔玛诺木欢（1523年—？），汉文史籍简称那木按、那木孩，孛儿只斤氏。16世纪蒙古右翼鄂尔多斯部領主，达延汗第三子巴尔斯博罗特之孙，衮必里克墨尔根的第三子。
那木按率领右翼达喇特杭锦和墨尔格特巴罕，是后世的鄂尔多斯右翼后旗（杭锦旗）始祖。驻牧于榆林边外。嘉靖三十三年（1554年），率部进入甘肃北部，被明军征讨。
他有六个儿子：
1. 铁盖黄台吉（达奇和硕齐鸿台吉）
2. 把都儿黄台吉（海努克巴图尔诺颜）
3. 朝库儿台吉（阿恰昆都楞岱青）
4. 朝儿克台吉（楚噜克青巴图尔）
5. 哭线台吉（库色勒卫征卓里克图）
6. 薛缠公谷儿台吉（图齐彻辰昆古尔）

清代的伊克昭盟盟长固噜斯希布、色楞喇什、纳木札勒色楞、齐旺班珠尔、端多布色楞、阿尔宾巴雅尔是他的后裔。